# Neiafu
Neiafu es la capital de la división administrativa de Vava'u, en Tonga, y ciudad más poblada del archipiélago. Se sitúa en la costa sur de la isla de Vava'u junto a Puerto de Refugio, un puerto de aguas profundas en la costa sur de la isla. Limita al noroeste con el monte Talau, de 131 m de altura. Tiene una población de 3.845 habitantes en 2021.